# Kaštel Štafilić
Kaštel Štafilić is een plaats in de gemeente Kaštela in de Kroatische provincie Split-Dalmatië. De plaats telt 2.650 inwoners (2001).